# O Jardineiro Espanhol (telenovela)
O Jardineiro Espanhol foi uma telenovela brasileira produzida e exibida pela extinta TV Tupi entre 3 de abril e maio de 1967 às 18:30 horas. Foi escrita por Tatiana Belinky, baseada no romance Almas em Conflito de A. J. Cronin e dirigida por Antônio Abujamra.
A mesma história já havia sido apresentada em 1958, com o nome Nicholas, na TV Tupi, com produção do Teatro Escola de São Paulo, supervisionada por Júlio Gouveia (marido da autora Tatiana Belincky), só que com menos capítulos e duas vezes por semana.

## Sinopse
O Cônsul Sir Harington Brande é transferido para uma pequena cidade na Espanha. Com seu filho Nicholas, vai morar em um casarão, com um lindo jardim. O garoto tem a saúde frágil devido aos cuidados excessivos do pai. Mas tudo se modifica quando o jardineiro da casa, o Garcia, se aproxima mais intimamente dos dois.

## Elenco
Segue a lista do elenco:
- Edney Giovenazzi - Sir Harrington Brande
- Luiz Carlos Trujilo - Nicholas
- João José Pompeo - José
- Ana Rosa - Pepita
- Osmano Cardoso
- Paulo Villaça
- Marcus Toledo
- Ruthinéa de Moraes
- Léa Camargo
- Yara Amaral
- Lídia Vani
- Ferreira Leite
- Carlos Duval
- Osmiro Campos
- Olindo Dias